# 창원중학교
창원중학교(昌原中學校)는 대한민국 경상남도 창원시 의창구 도계동에 있는 사립 중학교이다.

## 학교 연혁
- 1948년 6월 1일 : 창원중학교 설립기성회 창립(회장 이종근)
- 1950년 4월 6일 : 학교법인 창원학원으로 설립 인가
- 1950년 4월 6일 : 초대 이사장 이필영, 초대 교장 이주만
- 1951년 8월 31일 : 교육법 개정으로 창원중학교로 개편
- 1984년 2월 28일 : 학칙변경 18학급 인가
- 2002년 9월 4일 : 도계동 신 교사로 이전
- 2007년 3월 1일 : 학칙변경 31학급 인가
- 2020년 7월 12일 : 제10대 이윤성 이사장 취임
- 2023년 2월 9일 : 제73회 졸업장 수여식(졸업생누계 19,554명)
- 2023년 9월 1일 : 제17대 정충석 교장 취임

## 참고 자료
- 창원중학교 - 한국교육학술정보원 학교알리미